# Adryelson
Adryelson, né le 23 mars 1998 à Barão de Grajaú, est un footballeur brésilien, qui joue au poste de défenseur central au Al-Wasl FC.

## Biographie

### En club

#### Jeunesse et formation
Adryelson naît le 23 mars 1998 à Barão de Grajaú dans le Maranhão. Son père est policier et sa mère est au foyer. Il quitte la ville à l'âge de 12 ans et rejoint le Sport Club do Recife à 13 ans.

#### Débuts au Sport Recife
Il fait sa première apparition avec Sport le 5 avril 2015, en remplaçant Henrique Mattos en deuxième mi-temps du Clássico das Multidões face à Santa Cruz dans le cadre du Championnat du Pernambouc.
En début d'année 2017, Adryelson et ses coéquipiers remportent le titre de champions du Pernambouc.
En juin 2017, après trois autres apparences avec l'équipe première de Sport, il est prêté à l'équipe des moins de 20 ans de Palmeiras jusqu'à la fin de la saison.

#### Affirmation comme titulaire à Sport
En janvier 2018, il fait son retour à Sport. Il dispute son premier match du Championnat du Brésil le 6 octobre 2018 face à l'Internacional, au cours duquel il marque un but de la tête. il reste titulaire jusqu'à la fin de la saison mais ne peut empêcher la relégation de son équipe.
En début d'année 2019, Adryelson et ses coéquipiers remportent à nouveau le championnat du Pernambouc.
Le 7 mai 2019, ne trouvant pas d'accord avec l'Internacional ou l'Athletico Paranaense, il prolonge finalement jusqu'à la fin de l'année 2021 avec Sport. En Série B, les performances d'Adryelson sont remarquées et Sport remonte en première division.

##### Prêt à Al Wasl et départ fracassant de Sport
En mai 2021, il prolonge son contrat jusqu'en 2023 et est prêté pour une saison au club émirati d'Al Wasl.
À son retour de prêt, alors que son option d'achat n'a pas été levée, il assigne son club de Sport en justice pour salaires impayés. Il est alors autorisé à quitter librement le club par le Tribunal du Travail de Recife le 11 juillet 2022.

#### Botafogo
Le 22 juillet 2022, Adryelson rejoint Botafogo où il signe un contrat jusqu'en fin 2025.

#### Transfert à l'Olympique lyonnais
En fin d'année 2023, il est annoncé proche de l'Olympique lyonnais, qui partage en la personne de John Textor le même propriétaire que Botafogo. Le 5 janvier 2024, il s'engage officiellement pour le club rhodanien jusqu'en juin 2028. Le montant du transfert s'élève à 3 580 000 €.

##### Prêt au RSC Anderlecht
Lors du mercato hivernal de janvier 2025, Adryelson est prêté au RSC Anderlecht jusqu’à la fin de la saison 2024-2025. Le contrat inclut une option d’achat fixée à 6 millions d’euros, accompagnée d’un intéressement de 10 % sur la plus-value d’un éventuel futur transfert,.

### En sélections nationales
En 2015, Adryelson est convoqué en équipe du Brésil des moins de 17 ans, avec qui il remporte le Championnat de la CONMEBOL. Au cours de la compétition, il inscrit un but face au Venezuela.
En 2019, il est appelé pour participer au Tournoi de Toulon avec l'équipe du Brésil des moins de 23 ans. Il dispute une rencontre face au Qatar et les Brésiliens remportent la compétition.
En octobre 2023, il est convoqué pour la première fois en équipe du Brésil par Fernando Diniz après la blessure de Nino.

## Style de jeu
Adryelson est réputé pour son jeu de tête mais aussi par sa qualité de relance et sa capacité d'anticipation. Il est aussi connu pour son importante force de caractère.

## Statistiques

### En club
| Saison                | Club                  | Championnat           | Championnat | Championnat | Championnat | Coupe(s) nationale(s) | Coupe(s) nationale(s) | Coupe(s) nationale(s) | Compétition(s) continentale(s) | Compétition(s) continentale(s) | Compétition(s) continentale(s) | Compétition(s) continentale(s) | Ligue régionale | Ligue régionale | Ligue régionale | Total | Total | Total |
| Saison                | Club                  | Division              | M.          | B.          | P.d.        | M.                    | B.                    | P.d.                  | Comp.                          | M.                             | B.                             | P.d.                           | M.              | B.              | P.d.            | M.    | B.    | P.d.  |
| 2018                  | SC Recife             | Série A               | 11          | 1           | 0           | -                     | -                     | -                     | -                              | -                              | -                              | -                              | -               | -               | -               | 11    | 1     | 0     |
| 2019                  | SC Recife             | Série B               | 30          | 0           | 0           | 1                     | 0                     | 0                     | -                              | -                              | -                              | -                              | 13              | 2               | 0               | 44    | 2     | 0     |
| 2020                  | SC Recife             | Série A               | 36          | 0           | 0           | 1                     | 0                     | 0                     | -                              | -                              | -                              | -                              | 17              | 0               | 0               | 54    | 0     | 0     |
| 2021                  | SC Recife             | Série A               | -           | -           | -           | 1                     | 0                     | 0                     | -                              | -                              | -                              | -                              | 15              | 2               | 0               | 16    | 2     | 0     |
| Sous-total            | Sous-total            | Sous-total            | 77          | 1           | 0           | 3                     | 0                     | 0                     | -                              | -                              | -                              | -                              | 45              | 4               | 0               | 125   | 5     | 0     |
| 2021-2022             | Al Wasl FC (prêt)     | Pro League            | 20          | 1           | 0           | 9                     | 1                     | 0                     | -                              | -                              | -                              | -                              | -               | -               | -               | 29    | 2     | 0     |
| Sous-total            | Sous-total            | Sous-total            | 20          | 1           | 0           | 9                     | 1                     | 0                     | -                              | -                              | -                              | -                              | -               | -               | -               | 29    | 2     | 0     |
| 2022                  | Botafogo FR           | Série A               | 17          | 0           | 0           | -                     | -                     | -                     | -                              | -                              | -                              | -                              | -               | -               | -               | 17    | 0     | 0     |
| 2023                  | Botafogo FR           | Série A               | 35          | 1           | 1           | 5                     | 2                     | 0                     | CS                             | 8                              | 1                              | 0                              | 10              | 0               | 0               | 58    | 4     | 1     |
| Sous-total            | Sous-total            | Sous-total            | 52          | 1           | 1           | 5                     | 2                     | 0                     | -                              | 8                              | 1                              | 0                              | 10              | 0               | 0               | 75    | 4     | 1     |
| 2023-2024             | Olympique lyonnais    | Ligue 1               | 2           | 0           | 0           | 1                     | 0                     | 0                     | -                              | -                              | -                              | -                              | -               | -               | -               | 3     | 0     | 0     |
| Total sur la carrière | Total sur la carrière | Total sur la carrière | 151         | 3           | 1           | 18                    | 3                     | 0                     | -                              | 8                              | 1                              | 0                              | 55              | 4               | 0               | 232   | 11    | 1     |

## Palmarès

### En club
- Sport Recife
  - Champion du Pernambouc en 2017 et 2019

- Botafogo FR
  - Vainqueur de la Coupe Rio en 2023
  - Vainqueur de la Copa Libertadores en 2024
  - Vainqueur du Championnat du Brésil en 2024
- Olympique Lyonnais
  - Finaliste de la Coupe de France en 2024

### En sélection
- Équipe du Brésil des moins de 17 ans
  - Vainqueur du Championnat de la CONMEBOL en 2015

- Équipe du Brésil des moins de 23 ans
  - Vainqueur du Tournoi de Toulon en 2019